# Hermes, Oise
Hermes är en kommun i departementet Oise i regionen Hauts-de-France i norra Frankrike. Kommunen ligger i kantonen Noailles som tillhör arrondissementet Beauvais. År 2022 hade Hermes 2 510 invånare.

## Befolkningsutveckling
Antalet invånare i kommunen Hermes
| Referens: INSEE |